# The Big Chill at the Big House
The Big Chill at the Big House, littéralement Le grand frisson dans la grande maison, connu également sous le nom de Cold War II, est un match de hockey sur glace qui s'est disputé le 11 décembre 2010 entre les Spartans de Michigan State et les Wolverines du Michigan, les équipes des universités américaines de l'État du Michigan et du Michigan, rivales de longue date.
C'est une revanche du match joué 9 ans plus tôt entre ces mêmes équipes  devant 74 544 spectateurs et connu sous le nom de The Cold War.
The Big Chill se déroula dans le Michigan Stadium à Ann Arbor, le plus grand stade de football américain du monde avec une capacité officielle de 107 601 places. Lors de ce match, les organisateurs annoncèrent une affluence de 113 411 spectateurs, mais la jauge fut corrigée à 104 173, chiffre attesté dans le Livre Guinness des records,. A cette époque, il s'agissait du match de hockey sur glace disputé devant le plus grand nombre de spectateurs.

## Autour du match

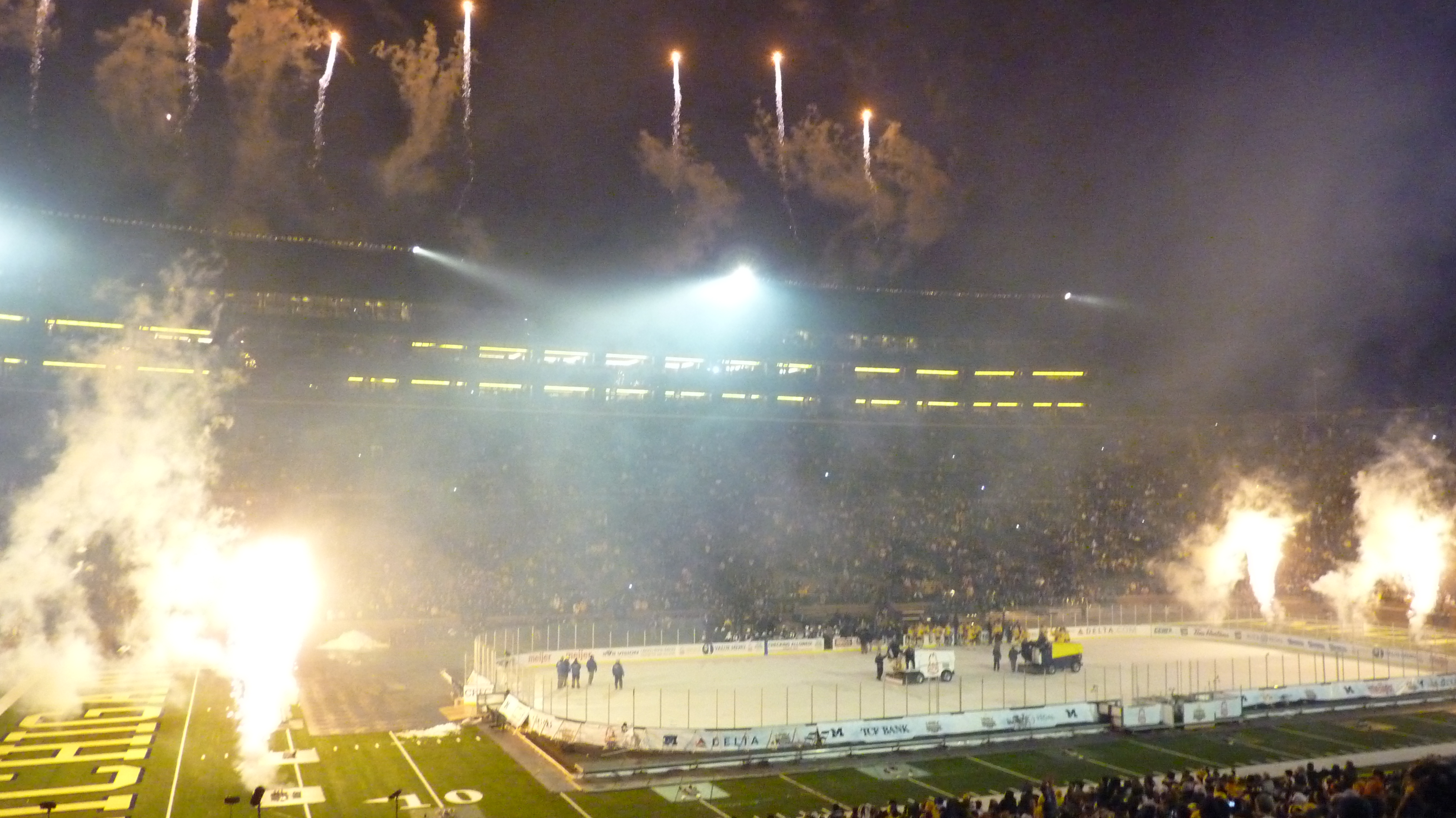
Le feu d'artifice Extravaganza, tiré après le match.

L'université du Michigan a mis en place un éclairage permanent du stade à temps pour l'évènement. Les organisateurs ont également annoncé que des feux d'artifice seraient tirés pour l'entrée de l'équipe locale des Wolverines ainsi qu'après chaque but. Après l'hymne national américain, un bombardier Northrop B-2 Spirit a survolé le stade.
Enfin, un spectacle pyrotechnique de 7 minutes a suivi le match, accompagné de la diffusion de diverses chansons de la bande originale du film The Big Chill. 
Pour le match, les Wolverines ont porté un chandail vintage, réplique de celui porté entre 1945 et 1948.

## Effectifs
| No                            | Joueur             | Position       |
| ----------------------------- | ------------------ | -------------- |
| 4                             | Trevor Nil         | Ailier droit   |
| 5                             | Brock Shelgren     | Défenseur      |
| 7                             | Tim Buttery        | Défenseur      |
| 8                             | Chris Forfar       | Centre         |
| 9                             | Daultan Leveillé   | Centre         |
| 10                            | Dustin Gazely      | Ailier droit   |
| 11                            | Brett Perlini (en) | Ailier droit   |
| 13                            | Mike Merrifield    | Ailier gauche  |
| 14                            | Zach Josepher      | Défenseur      |
| 16                            | Dean Chelios       | Ailier gauche  |
| 17                            | Matt Crandell      | Défenseur      |
| 21                            | Anthony Hayes      | Centre         |
| 22                            | Lee Reimer         | Ailier gauche  |
| 23                            | Matt Grassi        | Défenseur      |
| 27                            | Derek Grant        | Centre         |
| 29                            | Drew Palmisano     | Gardien de but |
| 37                            | Will Yanakeff      | Gardien de but |
| 42                            | Jake Chelios       | Ailier gauche  |
| 44                            | Torey Krug         | Défenseur      |
| 91                            | Zach Golembiewski  | Centre         |
| entraîneur : Rick Comley (en) |                    |                |

| No                        | Joueur               | Position       |
| ------------------------- | -------------------- | -------------- |
| 3                         | Scooter Vaughn       | Ailier gauche  |
| 6                         | Brandon Burlon       | Défenseur      |
| 7                         | Chad Langlais        | Défenseur      |
| 8                         | Jacob Fallon         | Centre         |
| 9                         | Luke Moffat          | Ailier droit   |
| 10                        | Chris Brown          | Ailier droit   |
| 11                        | Kevin Lynch          | Ailier gauche  |
| 12                        | Carl Hagelin         | Ailier gauche  |
| 13                        | Lee Moffie           | Défenseur      |
| 16                        | Ben Winnett          | Ailier droit   |
| 19                        | Matt Rust            | Centre         |
| 21                        | A.J. Treais          | Centre         |
| 23                        | Luke Glendening      | Ailier droit   |
| 24                        | Jon Merrill          | Défenseur      |
| 25                        | David Wohlberg       | Ailier gauche  |
| 29                        | Louie Caporusso (en) | Centre         |
| 30                        | Adam Janecyk         | Gardien de but |
| 31                        | Shawn Hunwick (en)   | Gardien de but |
| 34                        | Tristan Llewellyn    | Défenseur      |
| 37                        | Mac Bennett          | Défenseur      |
| entraîneur : Red Berenson |                      |                |

## Feuille de match
| 11 décembre 2010 | Spartans de Michigan State | 0-5 (0-2, 0-1, 0-2) | Wolverines du Michigan | Michigan Stadium 104 173 spectateurs |

| Feuille de match | Feuille de match | Feuille de match    | Feuille de match | Feuille de match                                                                    |
| ---------------- | ---------------- | ------------------- | --- | ----------------------------------------------------------------------------------- |
|                  |                  | 0-1 0-2 0-3 0-4 0-5 | Merrill (Langlais, Winnett) — 12 min 4 s (SN) Merrill (Matt Rust, Hagelin) — 14 min 54 s Hagelin (Rust, Burlon) — 32 min 12 s (SN) Hagelin (Rust, Langlais) — 48 min 57 s (SN) Wohlberg (Burlon) — 50 min 45 s | Arbitrage : Matt Shegos et Mark Wilkins Juges de lignes : Tony Molina et Bruce Vida |
| Palmisano        | Gardiens         | Hunwick             | | Arbitrage : Matt Shegos et Mark Wilkins Juges de lignes : Tony Molina et Bruce Vida |
| 12 min           | Pénalités        | 14 min              | | Arbitrage : Matt Shegos et Mark Wilkins Juges de lignes : Tony Molina et Bruce Vida |
| 34               | Tirs             | 29                  | | Arbitrage : Matt Shegos et Mark Wilkins Juges de lignes : Tony Molina et Bruce Vida |

## Retransmission télévisée
Aux États-Unis, le match a été diffusé sur la chaîne de télévision sportive nationale Big Ten Network. Localement, il l'a été sur Fox Sports Detroit (en).
Leafs TV, chaîne de télévision sportive canadienne anglophone a également retransmis le match en Ontario.
Enfin, il pouvait être suivi sur internet, via les sites de Fox Sports Detroit et KFYF (en) (en Alaska).